# ألفرد جاكوب ميلر
ألفرد جاكوب ميلر (بالإنجليزية: Alfred Jacob Miller)‏ هو رسام أمريكي، ولد في 2 يناير 1810 في بالتيمور في الولايات المتحدة، وتوفي بنفس المكان في 26 يونيو 1874.